# Fontaine-lès-Luxeuil
Pour les articles homonymes, voir Fontaine.
Fontaine-lès-Luxeuil est une commune française située dans le département de la Haute-Saône, la région culturelle et historique de Franche-Comté et la région administrative Bourgogne-Franche-Comté.

## Géographie
Fontaine-lès-Luxeuil est une commune de 1 473 habitants, composée d’un vaste centre bourg et de deux hameaux rattachés, les Baraques Chardin et la Motte. D’une superficie de 2 717 ha, dont 820 ha de forêts, elle est située à 267 m d’altitude, entre Saint-Loup-sur-Semouse et Luxeuil-les-Bains. Elle fait partie de la communauté de communes du val de Semouse.

### Climat
Pour des articles plus généraux, voir Climat de la Bourgogne-Franche-Comté et Climat de la Haute-Saône.
En 2010, le climat de la commune est de type climat de montagne, selon une étude du Centre national de la recherche scientifique s'appuyant sur une série de données couvrant la période 1971-2000. En 2020, Météo-France publie une typologie des climats de la France métropolitaine dans laquelle la commune est exposée à un climat semi-continental et est dans la région climatique  Lorraine, plateau de Langres, Morvan, caractérisée par un hiver rude (1,5 °C), des vents modérés et des brouillards fréquents en automne et hiver. 
Pour la période 1971-2000, la température annuelle moyenne est de 10,1 °C, avec une amplitude thermique annuelle de 17,2 °C. Le cumul annuel moyen de précipitations est de 1 144 mm, avec 13,6 jours de précipitations en janvier et 10,2 jours en juillet. Pour la période 1991-2020, la température moyenne annuelle observée sur la station météorologique de Météo-France la plus proche, « Fougerolles », sur la commune de Fougerolles-Saint-Valbert à 6 km à vol d'oiseau, est de 10,2 °C et le cumul annuel moyen de précipitations est de 1 513,4 mm. 
La température maximale relevée sur cette station est de 38,5 °C, atteinte le 25 juillet 2019 ; la température minimale est de −22 °C, atteinte le 8 janvier 1985,,. 
Les paramètres climatiques de la commune ont été estimés pour le milieu du siècle (2041-2070) selon différents scénarios d'émission de gaz à effet de serre à partir des nouvelles projections climatiques de référence DRIAS-2020. Ils sont consultables sur un site dédié publié par Météo-France en novembre 2022.

## Urbanisme

### Typologie
Au 1er janvier 2024, Fontaine-lès-Luxeuil est catégorisée bourg rural, selon la nouvelle grille communale de densité à sept niveaux définie par l'Insee en 2022.
Elle est située hors unité urbaine. Par ailleurs la commune fait partie de l'aire d'attraction de Luxeuil-les-Bains, dont elle est une commune de la couronne,. Cette aire, qui regroupe 41 communes, est catégorisée dans les aires de moins de 50 000 habitants,.

### Occupation des sols
L'occupation des sols de la commune, telle qu'elle ressort de la base de données européenne d’occupation biophysique des sols Corine Land Cover (CLC), est marquée par l'importance des forêts et milieux semi-naturels (73,5 % en 2018), une proportion sensiblement équivalente à celle de 1990 (73,9 %). La répartition détaillée en 2018 est la suivante : 
forêts (65,3 %), zones agricoles hétérogènes (14,7 %), prairies (8,4 %), milieux à végétation arbustive et/ou herbacée (8,2 %), zones urbanisées (3,5 %). L'évolution de l’occupation des sols de la commune et de ses infrastructures peut être observée sur les différentes représentations cartographiques du territoire : la carte de Cassini (XVIIIe siècle), la carte d'état-major (1820-1866) et les cartes ou photos aériennes de l'IGN pour la période actuelle (1950 à aujourd'hui).

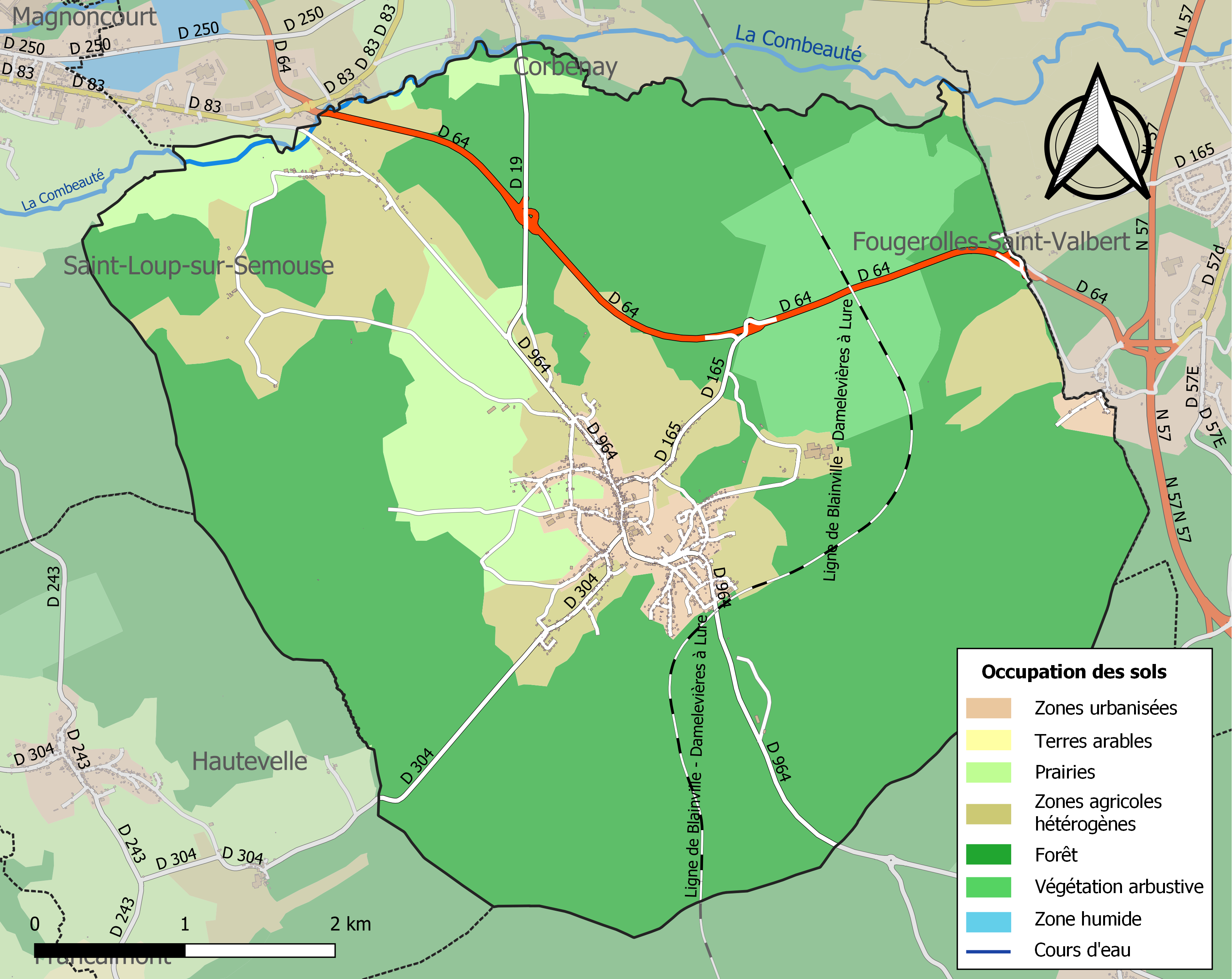
Carte des infrastructures et de l'occupation des sols de la commune en 2018 (CLC).

## Histoire
Saint Colomban, moine irlandais fondateur de nombreuses abbayes à travers l’Europe, fonda le prieuré de Fontaine-lès-Luxeuil, en même temps que l’abbaye de Luxeuil-les-Bains, vers l’an 595, en raison des nombreuses sources qu’il y trouva ; c’est lui qui donna le nom de « Fontanas » au village.
Les moines furent contraints de quitter le prieuré en 1791 et les bâtiments furent vendus comme bien national.
Au XVIIIe siècle, les établissements industriels furent nombreux (moulins à blé, briqueteries, tuileries, fours à chaux, fabriques de poteries, féculeries). Une carrière de grès bigarré, d’excellente qualité a également servi à Bartholdi pour la réalisation de son célèbre « Lion de Belfort ».

## Politique et administration

### Rattachements administratifs et électoraux
La commune fait partie de l'arrondissement de Lure du département de la Haute-Saône, en région Bourgogne-Franche-Comté. Pour l'élection des députés, elle dépend de la première circonscription de la Haute-Saône.
Elle se trouve depuis 1801 dans le canton de Saint-Loup-sur-Semouse. Dans le cadre du redécoupage cantonal de 2014 en France, son territoire s'est agrandi, passant de 13 à 23 communes.

### Intercommunalité
La commune était membre de la communauté de communes du val de Semouse, créée le 20 décembre 2001.
Dans le cadre des prescriptions du schéma départemental de coopération intercommunale approuvé en décembre 2011 par le préfet de Haute-Saône, et qui prévoit notamment la fusion de la communauté de communes des belles sources, de la communauté de communes Saône et Coney et de la communauté de communes du val de Semouse, la commune est membre depuis le 1er janvier 2014 de la communauté de communes de la Haute Comté.

### Liste des maires

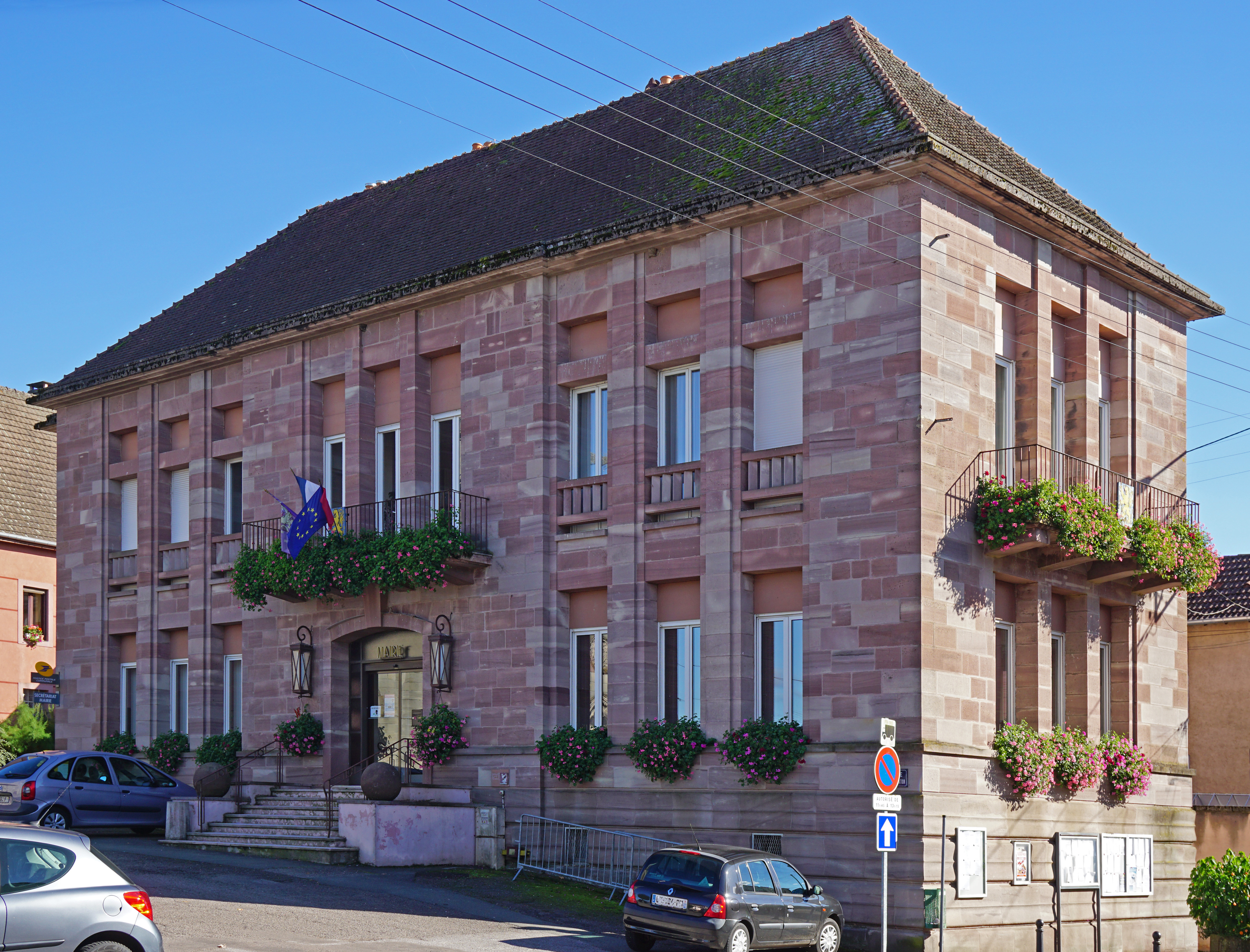
La mairie.

| Période                                  | Période                   | Identité             | Étiquette | Qualité                                              |
| ---------------------------------------- | ------------------------- | -------------------- | --------- | ---------------------------------------------------- |
| Les données manquantes sont à compléter. |                           |                      |           |                                                      |
| avant 1988                               | ?                         | Louis Bernard        |           |                                                      |
| mars 2001                                | mai 2020                  | Marie-Odile Hagemann | UMP-LR    | Vice-présidente de la CC de la Haute Comté (2014 → ) |
| mai 2020                                 | En cours (au 1 juin 2020) | Christian Chassard   |           |                                                      |

## Population et société

### Démographie
En 2022, la commune de Fontaine-lès-Luxeuil comptait 1329 habitants. À partir du XXIe siècle, les recensements réels des communes de moins de 10 000 habitants ont lieu tous les cinq ans. Les autres « recensements » sont des estimations.
| 1793 | 1800  | 1806  | 1821  | 1831  | 1836  | 1841  | 1846  | 1851  |
| ---- | ----- | ----- | ----- | ----- | ----- | ----- | ----- | ----- |
| 925  | 1 073 | 1 242 | 1 128 | 1 298 | 1 295 | 1 339 | 1 448 | 1 417 |

| 1856  | 1861  | 1866  | 1872  | 1876  | 1881  | 1886  | 1891  | 1896  |
| ----- | ----- | ----- | ----- | ----- | ----- | ----- | ----- | ----- |
| 1 258 | 1 389 | 1 660 | 1 459 | 1 822 | 1 644 | 1 578 | 1 560 | 1 539 |

| 1901  | 1906  | 1911  | 1921  | 1926  | 1931  | 1936  | 1946  | 1954  |
| ----- | ----- | ----- | ----- | ----- | ----- | ----- | ----- | ----- |
| 1 541 | 1 742 | 1 821 | 1 590 | 1 521 | 1 592 | 1 513 | 1 432 | 1 603 |

| 1962  | 1968  | 1975  | 1982  | 1990  | 1999  | 2006  | 2011  | 2016  |
| ----- | ----- | ----- | ----- | ----- | ----- | ----- | ----- | ----- |
| 1 542 | 1 576 | 1 542 | 1 552 | 1 462 | 1 437 | 1 470 | 1 442 | 1 356 |

| 2021  | 2022  | - | - | - | - | - | - | - |
| ----- | ----- | - | - | - | - | - | - | - |
| 1 328 | 1 329 | - | - | - | - | - | - | - |

### Principaux équipements
- École primaire de quatre classes, nouvelle école maternelle ultra-moderne de trois classes, accueil périscolaire, avec cantine, dès 3 ans et assistantes maternelles agréées.
- Fontaine possède une bibliothèque-vidéothèque bien fournie, ainsi qu’un espace « cybervalse » avec animateur et une salle polyvalente pouvant accueillir 1 000 personnes (location sur demande).

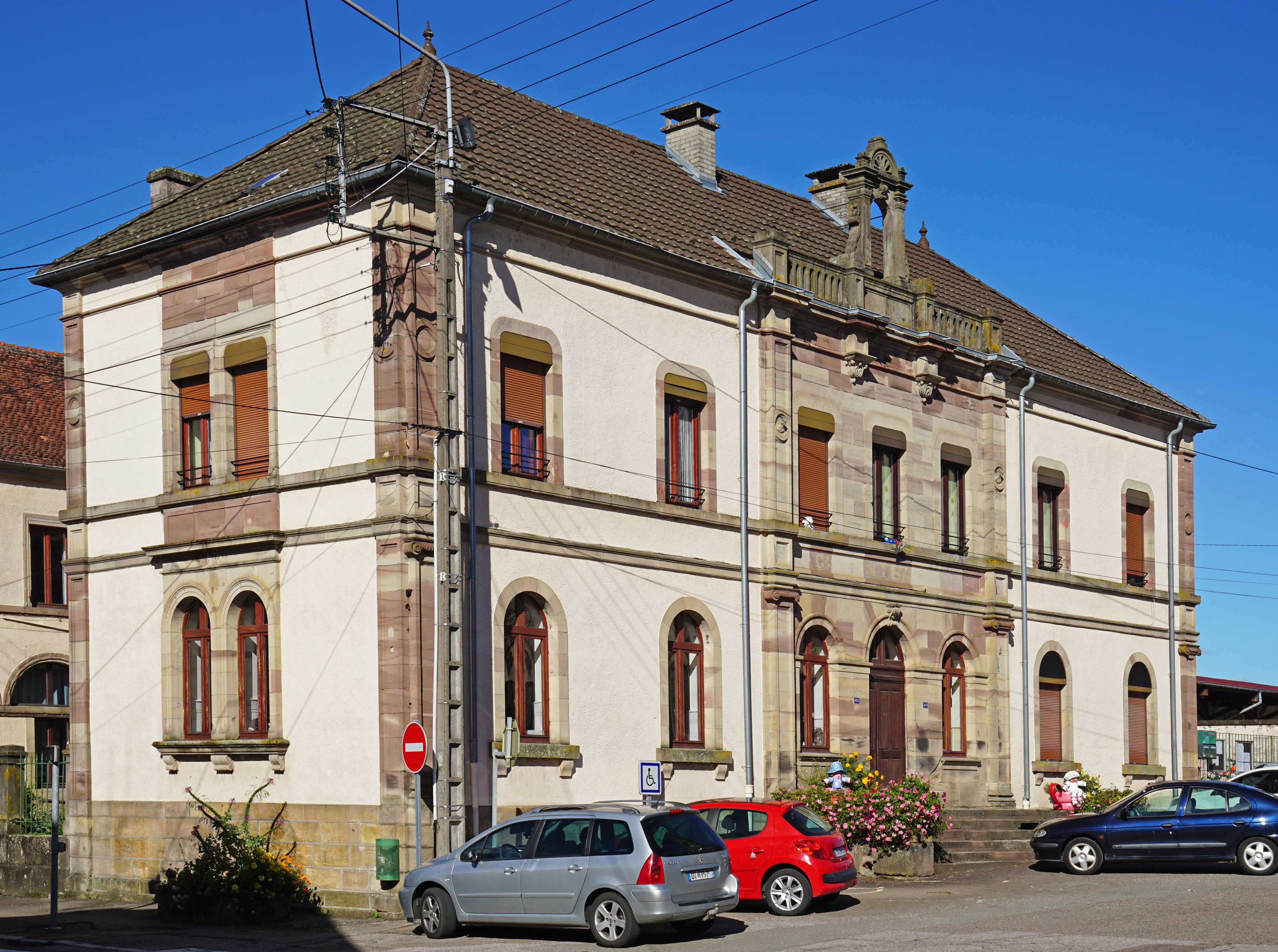
L'école primaire.
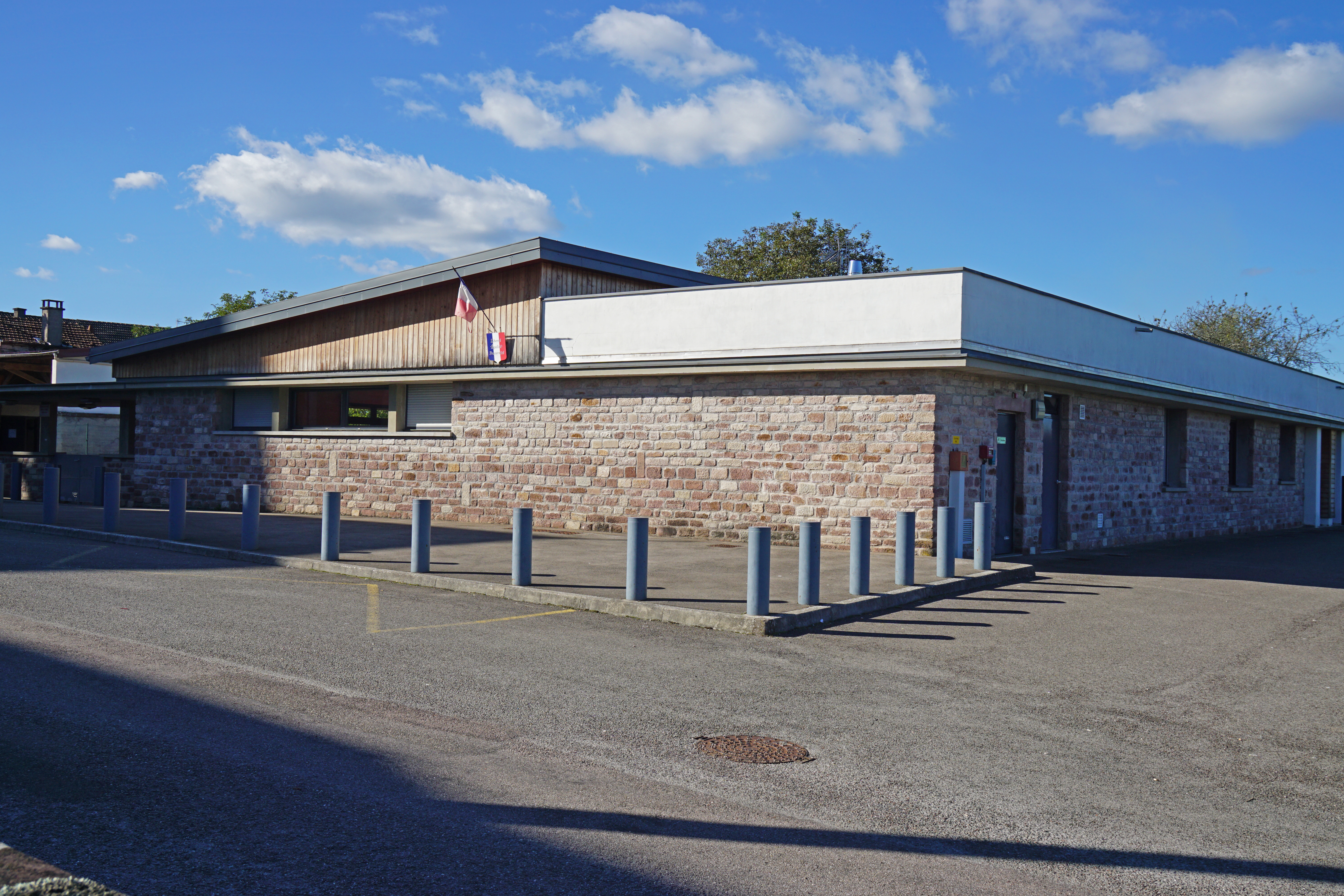
L'école maternelle.

### Manifestations et festivités
- Vide-greniers des pompiers aux Rameaux à la salle polyvalente.
- Exposition de travaux artistiques et manuels organisée en juin.
- Concours de pêche à la Pentecôte.
- Fête foraine le dernier week-end d’août.

## Économie
L'économie de la commune est à la fois agricole (élevage principalement), artisanale et industrielle. Elle profite aussi de sa proximité avec Luxeuil-les-Bains, à 6 km environ.
Gunther Packaging (filiale du groupe américain Signode Industrial Group LLC) fabrique des cornières de renfort d’emballages et emploie 73 salariés sur le site de Fontaine. La Sarl SOBRAL, spécialisée dans la fabrication de pièces moulées en alliage d’aluminium, emploie 35 salariés.
Le centre bourg est doté de plusieurs commerces renommés pour la qualité de leurs produits (boucher-traiteur, boulangerie-pâtisserie, épicerie-point presse, deux hôtels-restaurants).

## Culture locale et patrimoine

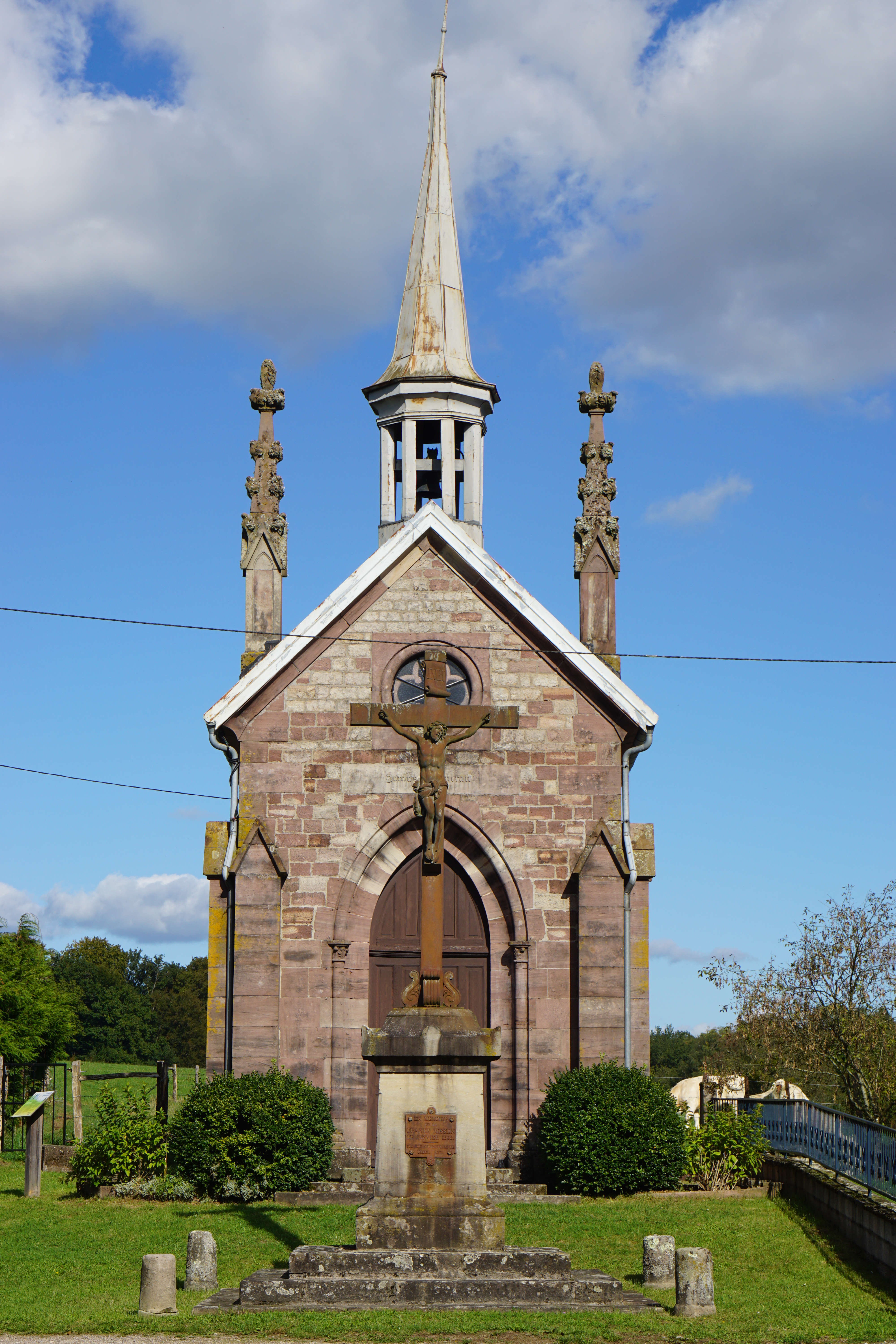
La chapelle Saint-Pancras.

### Lieux et monuments
- Chapelle du XIXe siècle dédiée à saint Pancras, baptistère de pierre sculptée du XVIe siècle, divers objets d'art sacré.
- L'église abrite un cercueil de pierre du Xe siècle.

L'église.
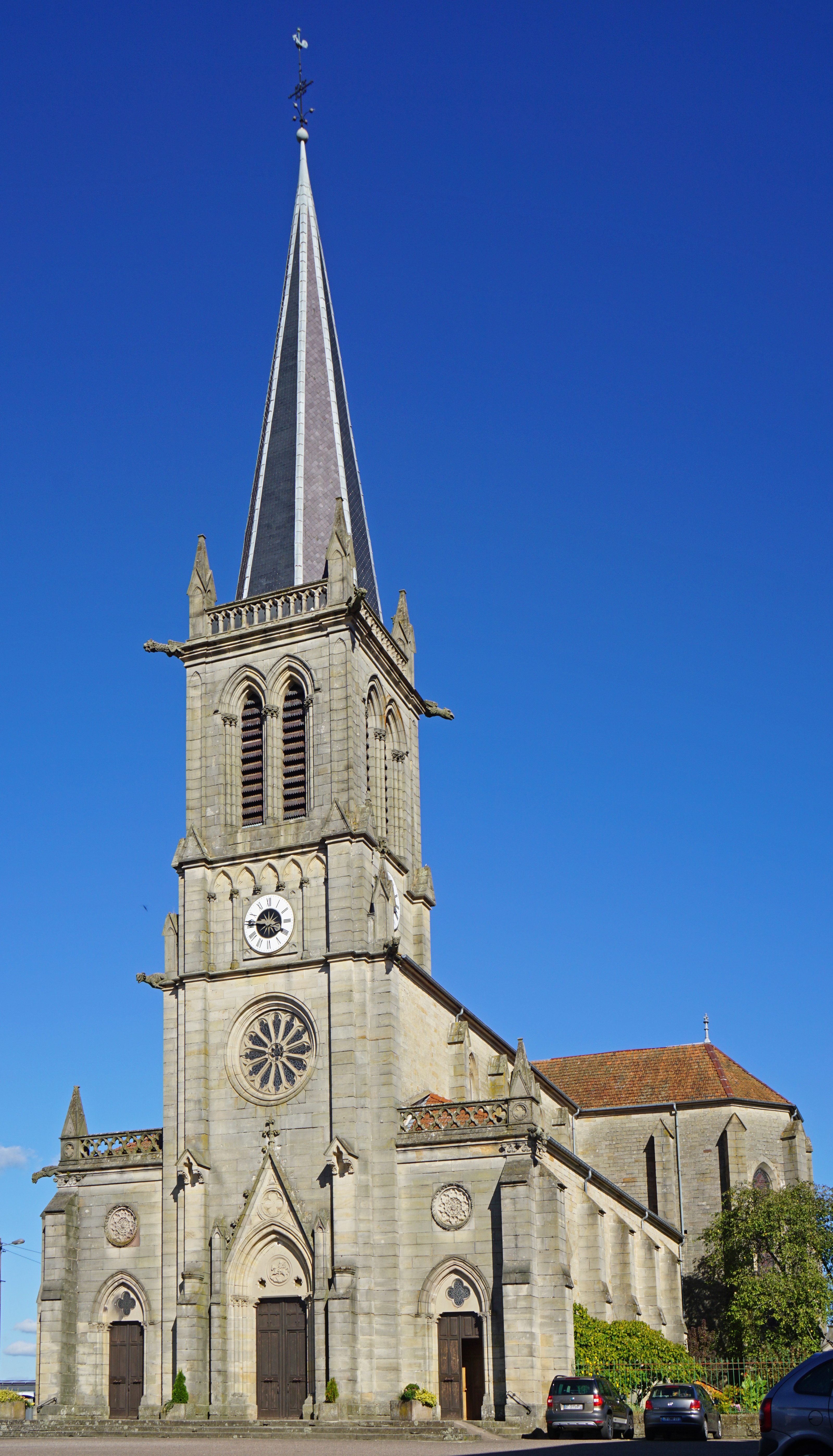
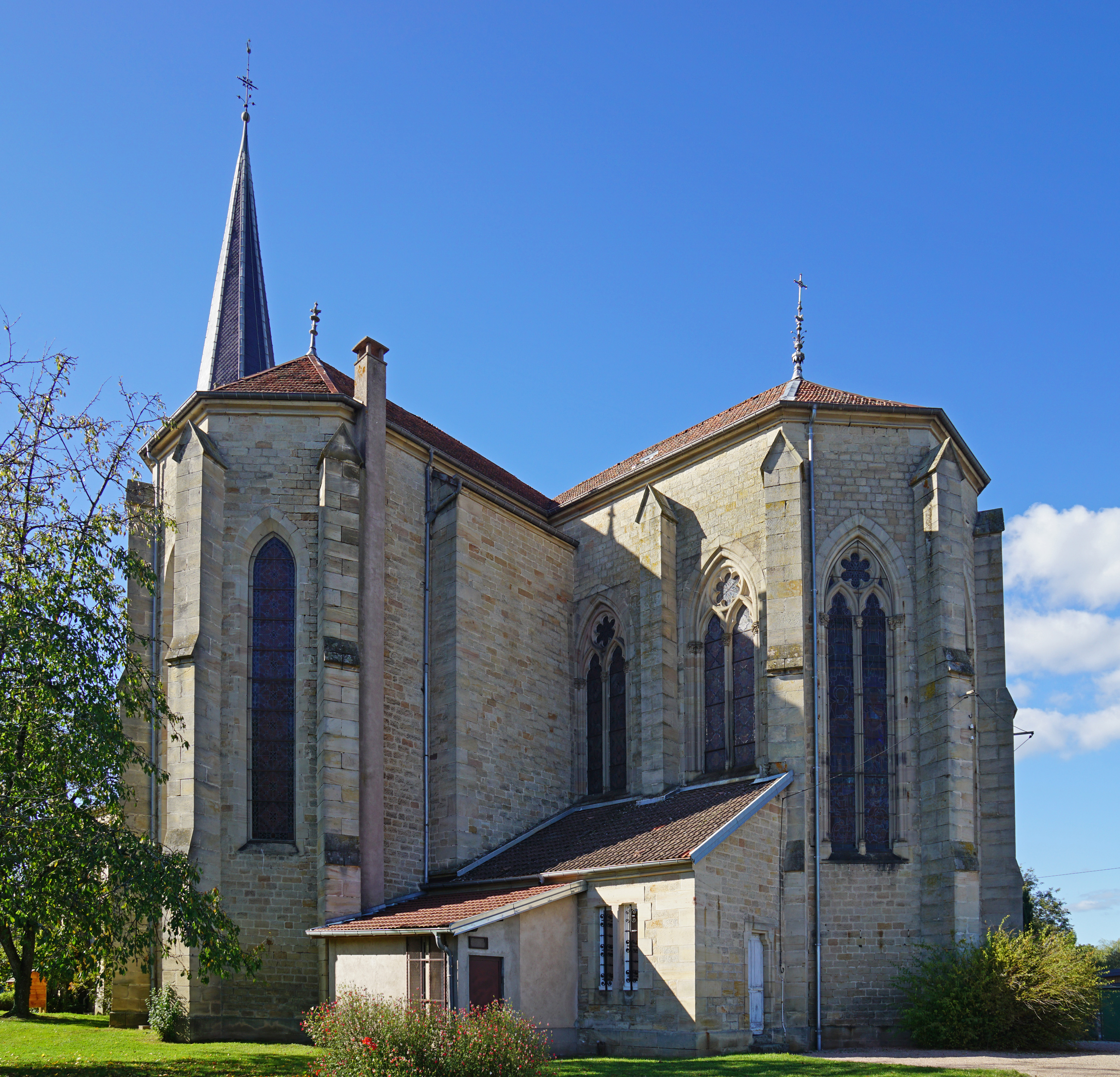
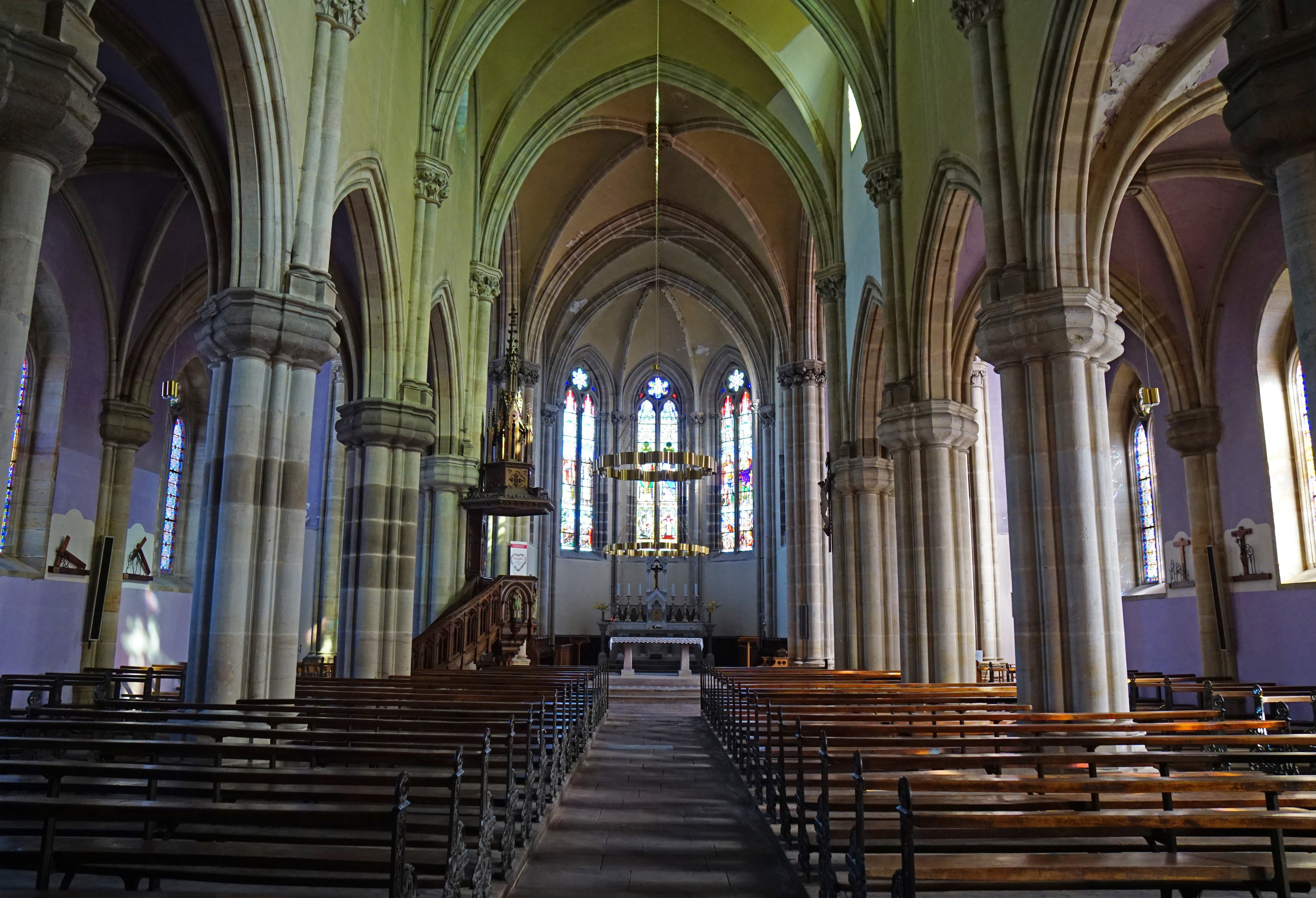
L'intérieur.
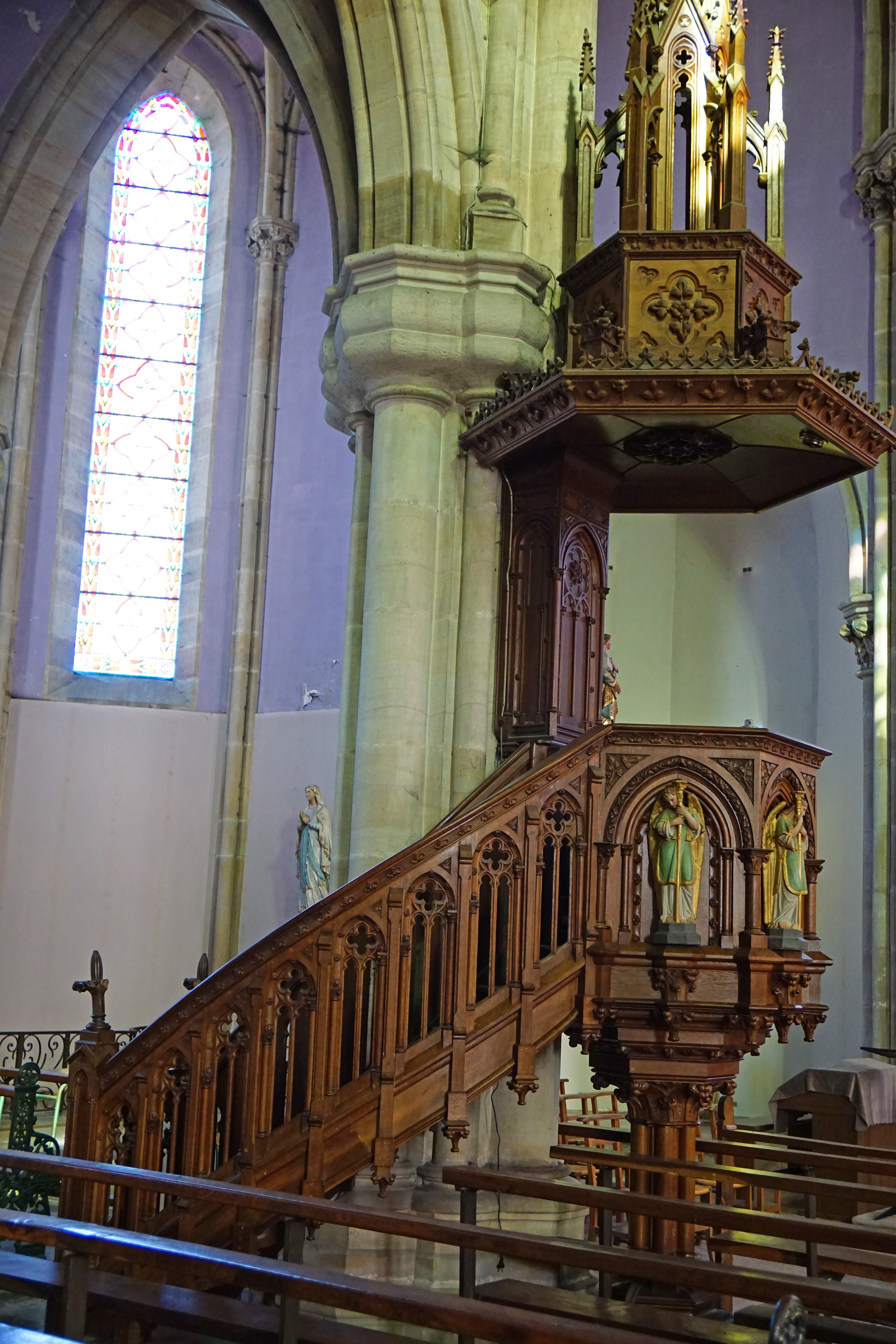
Chaire.
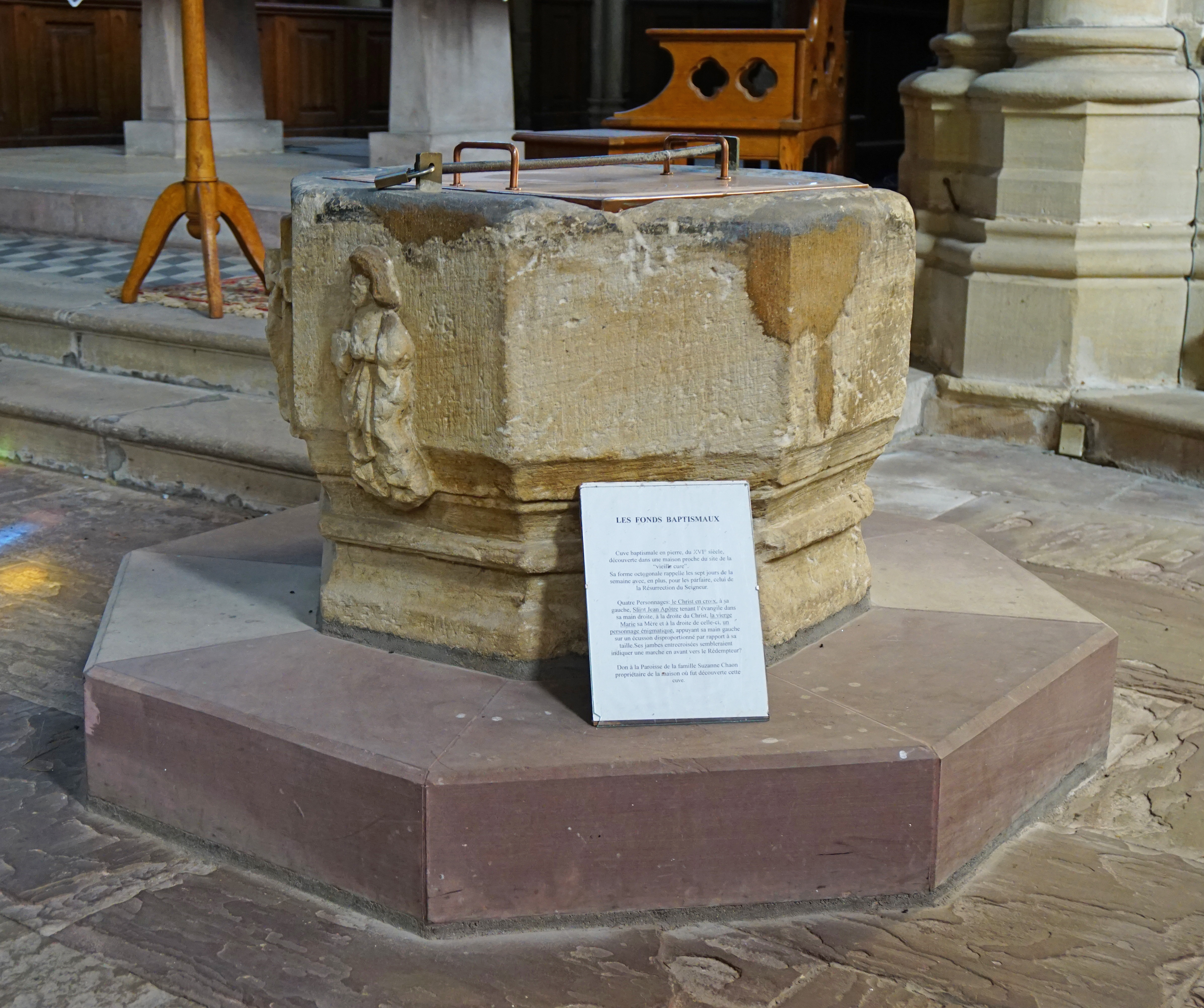
Les fonts baptismaux.
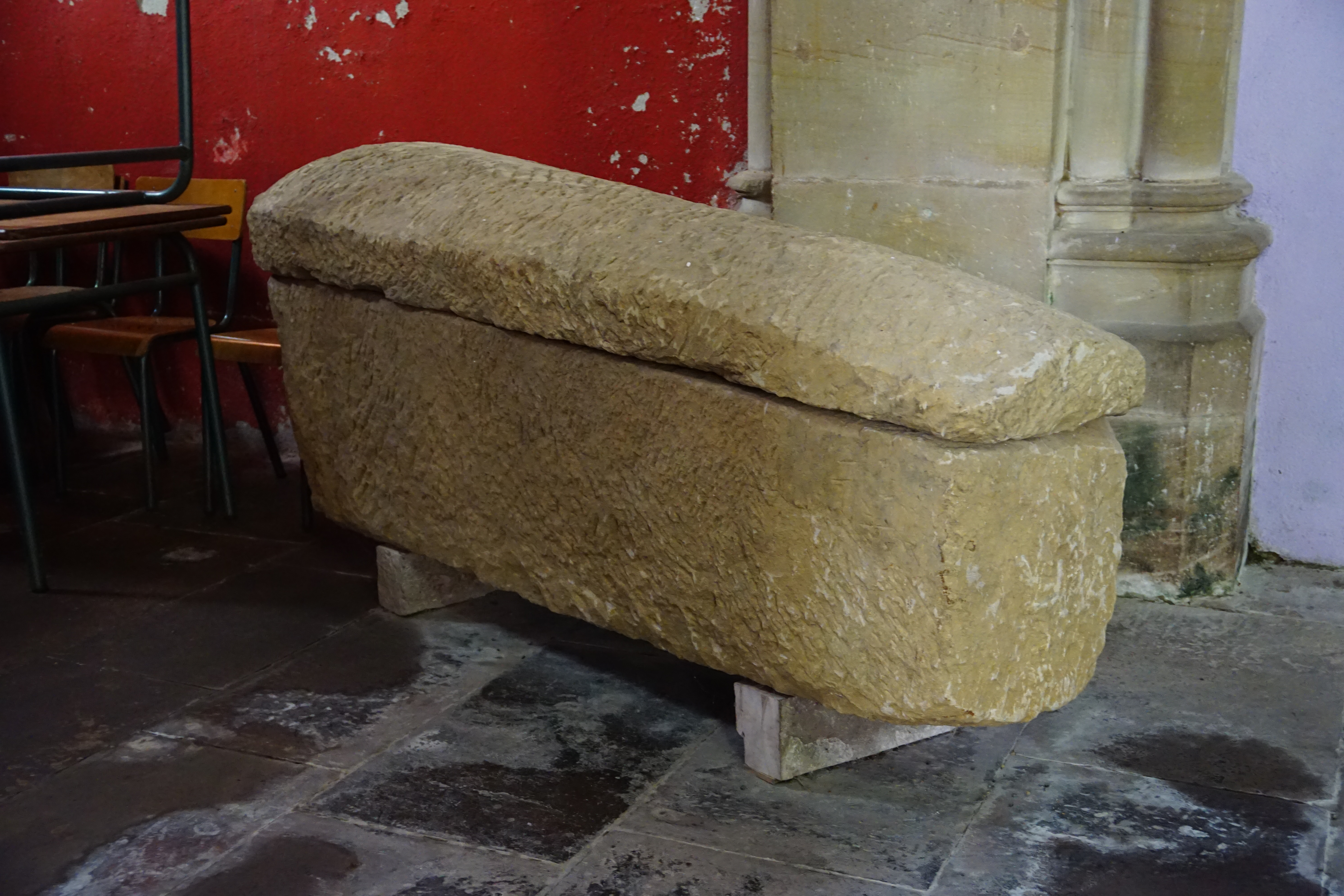
Sarcophage du Xe siècle.
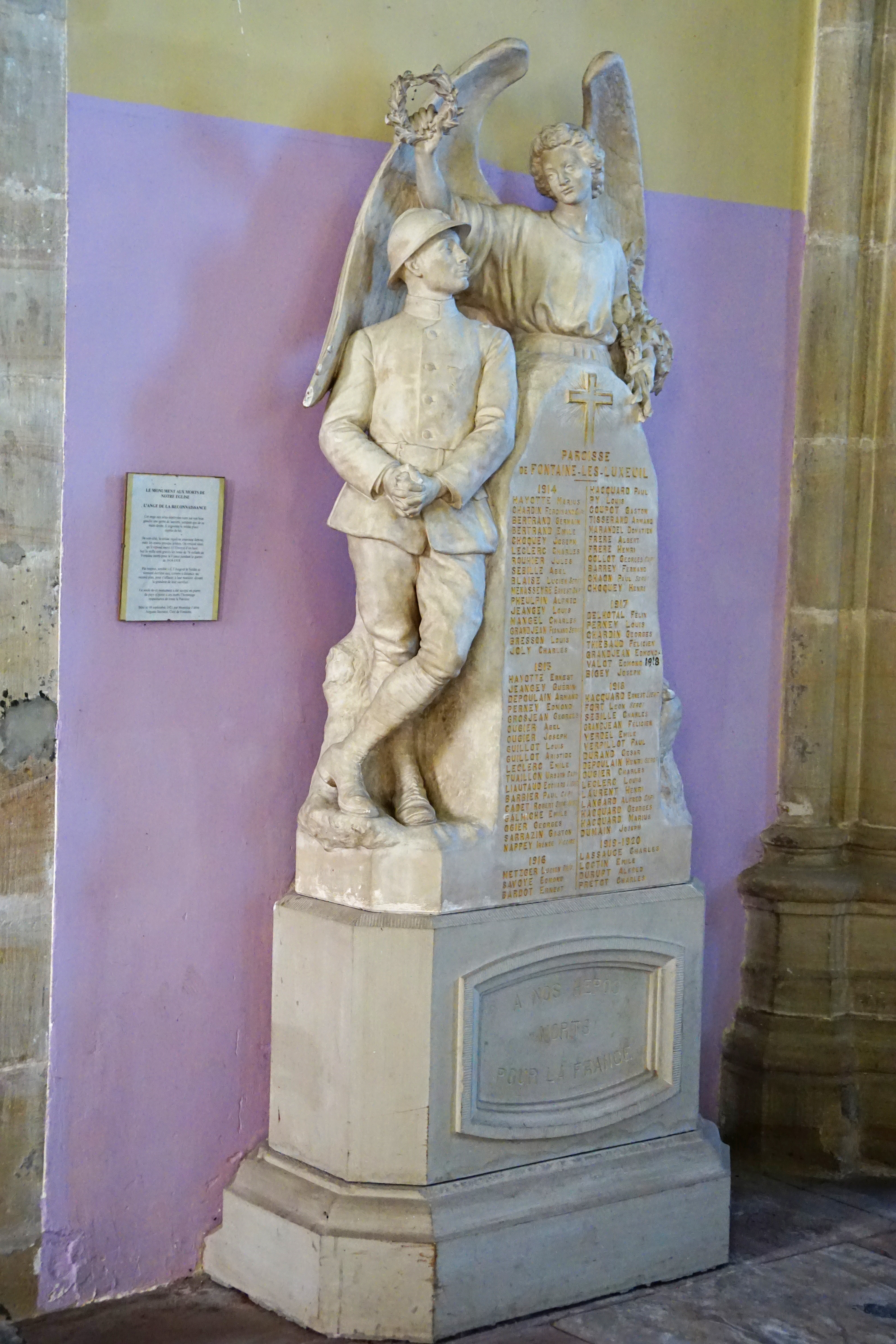
Monument aux morts.

- Nombreux calvaires en pierre taillée, fontaines et lavoirs répartis sur tout le domaine communal.
- Très belles forêts avec promenades, à pied ou à bicyclette, et réserve de chasse.
- Aires de jeux et de pique-nique pour jeunes enfants et adolescents, plus un court de tennis.
- Étang communal avec école de pêche.

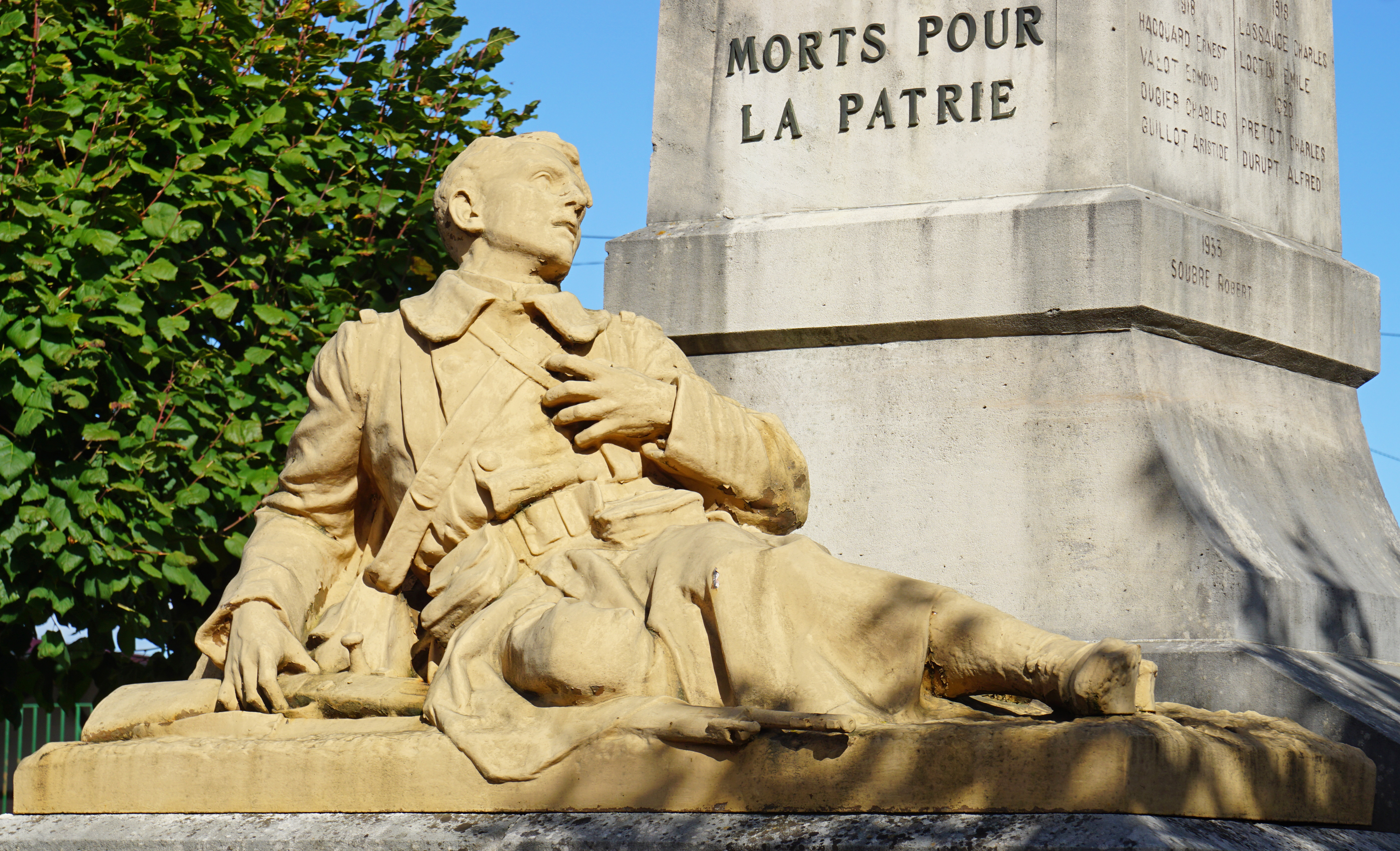
Monument aux morts.
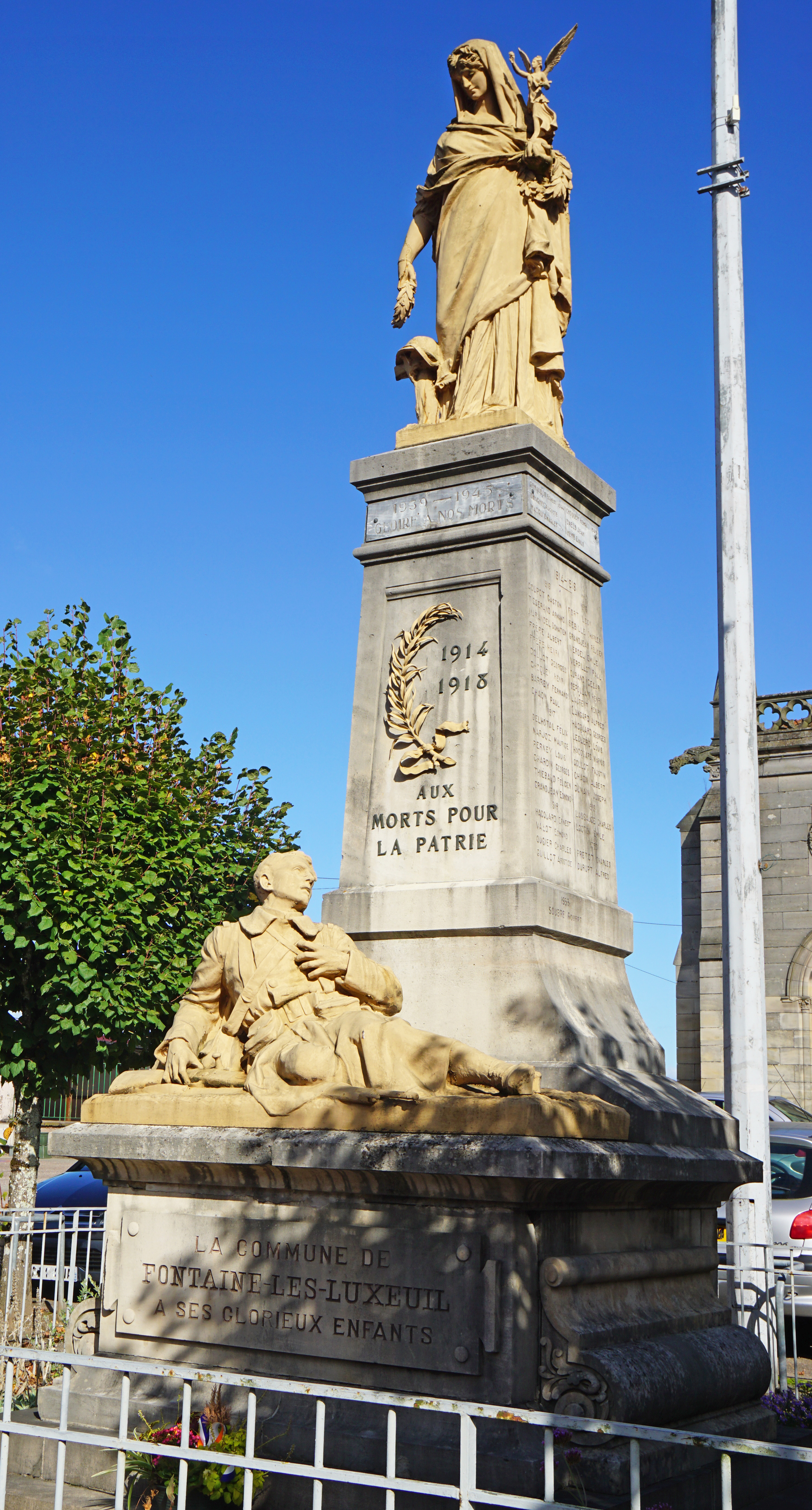
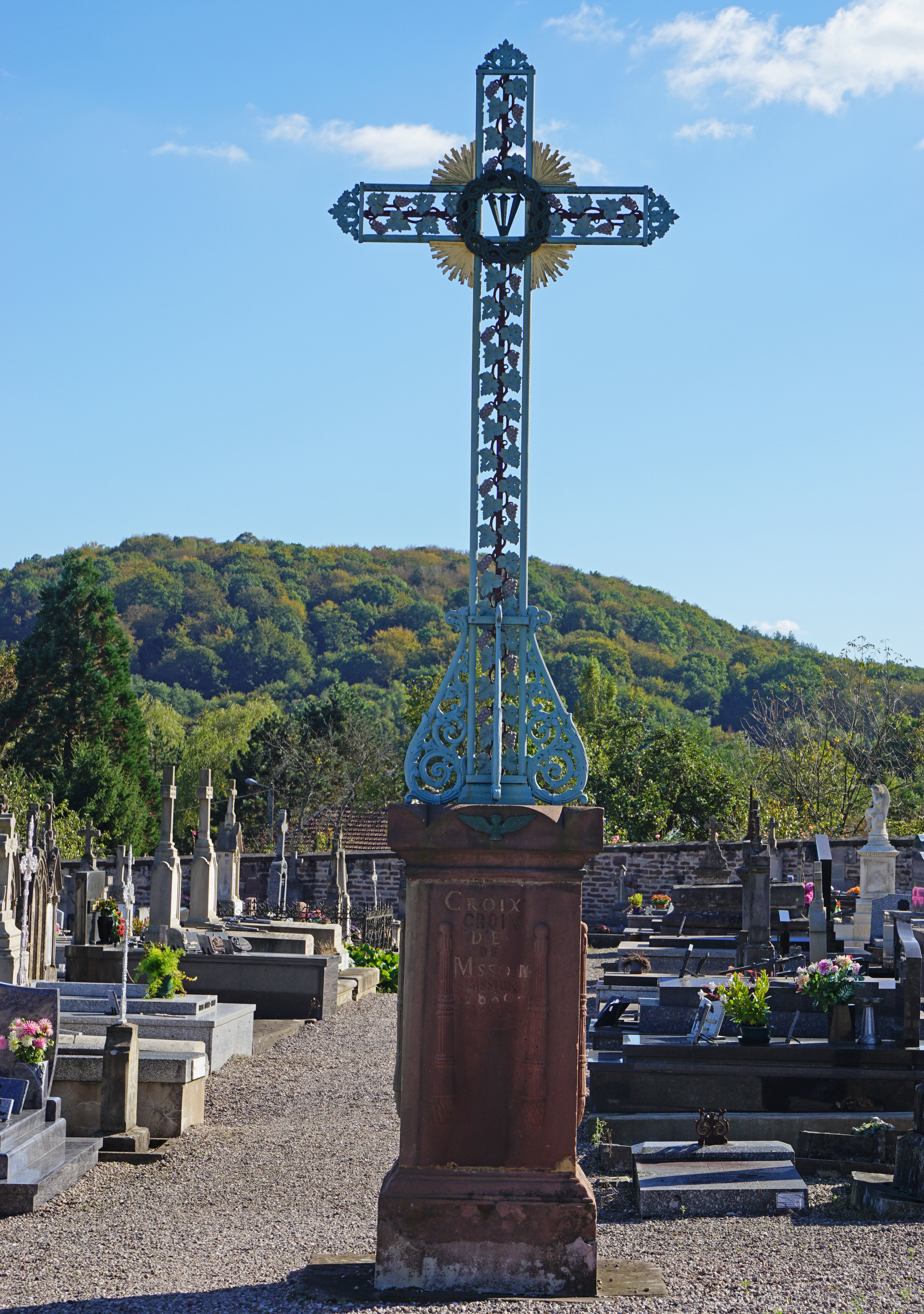
Croix du cimetière.
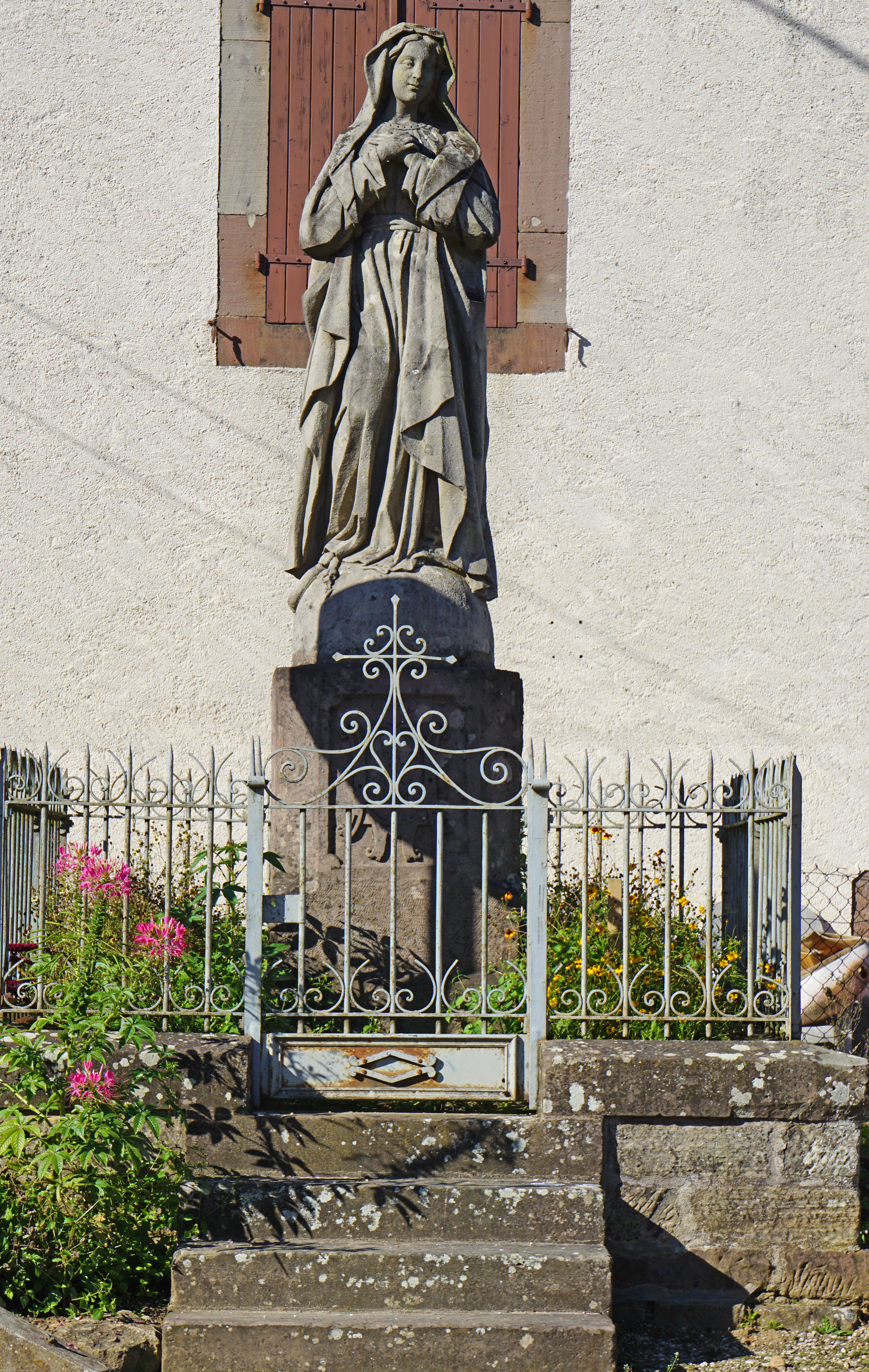
Statue de la Vierge.

### Héraldique
| Blason de Fontaine-lès-Luxeuil | Blason  | De gueules à la fontaine jaillissante d’argent sommée d’une croisettes pattée du même et tenue par deux lions regardant couronnés et affrontés d’or, le tout sur une terrasse d’argent. DeviseEdidi leonem (j'ai donné naissance à un lion.) |
| Blason de Fontaine-lès-Luxeuil | Détails | Armes parlantes. Le statut officiel du blason reste à déterminer. |